# Rezerwaty biosfery w Ameryce Północnej i Środkowej
Lista rezerwatów biosfery w Ameryce Północnej i Środkowej
:

## Kanada(16)
- 1978: Rezerwat biosfery Mont Saint-Hilaire
- 1979: Rezerwat biosfery Waterton
- 1986: Rezerwat biosfery Long Point
- 1986: Rezerwat biosfery Riding Mountain
- 1986: Rezerwat biosfery Charlevoix
- 1990: Rezerwat biosfery Niagara Escarpment
- 2000: Rezerwat biosfery Clayoquot Sound
- 2000: Rezerwat biosfery Redberry Lake
- 2000: Rezerwat biosfery Lac Saint-Pierre
- 2000: Rezerwat biosfery Mount Arrowsmith
- 2001: Rezerwat biosfery Southwest Nova
- 2002: Rezerwat biosfery Frontenac Arch
- 2004: Rezerwat biosfery Georgian Bay Littoral
- 2007: Rezerwat biosfery Maricouagan Uapishka
- 2007: Rezerwat biosfery Fundy
- 2011: Rezerwat biosfery Bras d'Or Lake

## Kostaryka
- 1982: Rezerwat biosfery La Amistad
- 1988: Rezerwat biosfery Cordillera Volcánica Central
- 2007: Rezerwat biosfery Aqua y Paz
- 2017: Rezerwat biosfery Savegre

## Kuba
- 1984: Rezerwat biosfery Sierra del Rosario
- 1987: Rezerwat biosfery Cuchillas del Toa
- 1987: Peninsula de Guanahacabibes
- 1987: Rezerwat biosfery Baconao
- 2000: Rezerwat biosfery Ciénaga de Zapata
- 2000: Rezerwat biosfery Buenavista

## Dominikana
- 2002: Rezerwat biosfery Jaragua-Bahoruco-Enriquillo

## Salwador
- 2007: Rezerwat biosfery Apaneca-Llamatepec
- 2007: Rezerwat biosfery Xiriualtique Jiquitzco
- 2011: Rezerwat biosfery Trifinio Fraternidad transgraniczny z Hondurasem i Gwatemalą

## Gwatemala
- 1990: Rezerwat biosfery Maya
- 1992: Rezerwat biosfery Sierra de las Minas
- 2011: Rezerwat biosfery Trifinio Fraternidad transgraniczny z Salwadorem i Hondurasem

## Haiti
- 2012: Rezerwat biosfery Le Selle
- 2016: Rezerwat biosfery Le Hotte

## Honduras
- 1980: Rezerwat biosfery Rio Plátano
- 2011: Rezerwat biosfery Trifinio Fraternidad transgraniczny Salwadorem i Gwatemalą
- 2015: Rezerwat biosfery Cacique Lempira, Señor de las Montañas
- 2017: Rezerwat biosfery San Marcos de Colón

## Meksyk(41)
- 1977: Rezerwat biosfery Mapimi
- 1977: Rezerwat biosfery La Michilia
- 1979: Rezerwat biosfery Montes Azules
- 1986: Rezerwat biosfery El Cielo
- 1986: Rezerwat biosfery Sian Ka’an
- 1988: Rezerwat biosfery Sierra de Manantlán
- 1993: Rezerwat biosfery Región de Calakmul
- 1993: Rezerwat biosfery El Triunfo
- 1993: Rezerwat biosfery El Vizcaino
- 1993: Rezerwat biosfery Alto Golfo de California
- 1995: Rezerwat biosfery Islas del Golfo de California
- 2001: Rezerwat biosfery Sierra Gorda
- 2003: Rezerwat biosfery Banco Chinchorro
- 2003: Rezerwat biosfery Sierra La Laguna
- 2004: Rezerwat biosfery Ria Celestún
- 2004: Rezerwat biosfery Ria Legartos
- 2006: Rezerwat biosfery Arrecife Alacranes
- 2006: Rezerwat biosfery Barranca de Metztilan
- 2006: Rezerwat biosfery Chamela-Cuixmala
- 2006: Rezerwat biosfery Cuatrociéanagas
- 2006: Rezerwat biosfery Huatulco
- 2006: Rezerwat biosfery La Encrucijada
- 2006: Rezerwat biosfery La Primavera
- 2006: Rezerwat biosfery La Sepultura
- 2006: Rezerwat biosfery Laguna Madre y Delta de Rio Bravo
- 2006: Rezerwat biosfery Los Tuxtlas
- 2006: Rezerwat biosfery Maderas del Carmen, (Coahuila)
- 2006: Rezerwat biosfery Mariposa Monarca
- 2006: Rezerwat biosfery Pantanos de Centla
- 2006: Rezerwat biosfery Selva El Ocote
- 2006: Rezerwat biosfery Sierra de Huautla
- 2006: Rezerwat biosfery Sistema Arrecifal Veracruzano
- 2006: Rezerwat biosfery Tacaná
- 2007: Rezerwat biosfery Sierra de Alamos – Rio Cuchujaqui
- 2008: Rezerwat biosfery Isla Marietas
- 2009: Rezerwat biosfery Lagunas de Montebello
- 2010: Rezerwat biosfery Naha-Metzabok
- 2010: Rezerwat biosfery Los Volcanes
- 2010: Rezerwat biosfery Islas Marías
- 2012: Rezerwat biosfery Tehuacán-Cuicatlán
- 2016: Rezerwat biosfery Isla Cozumel

## Nikaragua
- 1997: Rezerwat biosfery Bosawas
- 2003: Rio San Juan
- 2010: Rezerwat biosfery Ometepe Island

## Panama
- 1983: Darién
- 2000: Rezerwat biosfery La Amistad

## Saint Kitts i Nevis
- 2011: Rezerwat Biosfery St. Mary’s

## Stany Zjednoczone(47)
- 1976: Rezerwat biosfery Aleutian Islands
- 1976: Big Bend
- 1976: Rezerwat biosfery Cascade Head
- 1976: Rezerwat biosfery Central Plains
- 1976: Channel Islands
- 1976: Coram
- 1976: Denali
- 1976: Rezerwat biosfery Desert
- 1976: Everglades & Dry Tortugas
- 1876: Fraser
- 1976: Glacier
- 1976: Rezerwat biosfery H.J. Andrews
- 1876: Rezerwat biosfery Hubbard Brook
- 1976: Rezerwat biosfery Jornada
- 1976: Rezerwat biosfery Luquillo
- 1976: Rezerwat biosfery Noatak
- 1976: Olympic
- 1976: Organ Pipe Cactus
- 1976: Rezerwat biosfery Rocky Mountain
- 1976: Rezerwat biosfery San Dimas
- 1976: San Joaquin
- 1976: Rezerwat biosfery Sequoia-Kings Canyon
- 1976: Rezerwat biosfery Stanislaus-Tuolumne
- 1976: Three Sisters
- 1976: Rezerwat biosfery Virgin Islands
- 1976: Yellowstone
- 1976: Beaver Creek
- 1978: Rezerwat biosfery Konza Prairie
- 1979: Rezerwat biosfery Niwot Ridge
- 1979: Rezerwat biosfery University of Michigan Biological Station
- 1979: Rezerwat biosfery Virginia Coast
- 1980: Rezerwat biosfery Hawaiian Islands
- 1981: Rezerwat biosfery Isle Royale
- 1981: Rezerwat biosfery Big Thicket
- 1981: Rezerwat biosfery Guanica
- 1983: Rezerwat biosfery California Coast Ranges
- 1983: Rezerwat biosfery Central Gulf Coastal Plain
- 1983: Rezerwat biosfery South Atlantic Coastal Plain
- 1984: Rezerwat biosfery Mojave and Colorado Deserts
- 1986: Rezerwat biosfery Carolinian-South Atlantic
- 1986: Rezerwat biosfery Glacier Bay-Admiralty Is.
- 1988: Rezerwat biosfery Golden Gate
- 1988: Rezerwat biosfery New Jersey Pinelands
- 1988: Rezerwat biosfery Southern Appalachian
- 1989: Rezerwat biosfery Champlain-Adirondak
- 1990: Rezerwat biosfery Mammoth Cave Area
- 1991: Rezerwat biosfery Land Between The Lakes

## Trynidad i Tobago(1)
- 2020: Rezerwat Biosfery Północno-Wschodniego Tobago